# Jumanji (racconto)
Jumanji è un libro per ragazzi scritto e illustrato da Chris Van Allsburg.
Narra di un gioco da tavolo da cui si può uscire solo una volta finito il gioco.
Dal libro è stato tratto nel 1995 un film omonimo con Robin Williams (che lo stesso anno ha avuto una trasposizione letteraria scritta da George Spelvin), una serie televisiva d'animazione andata in onda tra l'8 settembre 1996 e l'11 marzo 1999 su UPN e i film Jumanji - Benvenuti nella giungla del 2017 e Jumanji: The Next Level del 2019.

## Trama
Il libro racconta di due fratelli, Judy e Peter Shepherd, alle prese con un gioco da tavolo magico simile al gioco dell'oca sul tema della giungla; ogni volta che una pedina si ferma su una casella, il gioco magico causa l'apparizione di animali selvaggi (o simili eventi spaventosi) correlati col contenuto della casella stessa.

## Trasposizioni cinematografiche
- Jumanji, regia di Joe Johnston (1995)
- Jumanji - Benvenuti nella giungla (Jumanji: Welcome to the Jungle), regia di Jake Kasdan (2017)
- Jumanji: The Next Level, regia di Jake Kasdan (2019)

## Edizioni
- Chris Van Allsburg, Jumanji, traduzione di Francesca Del Moro, #logosedizioni, 2013,  p. 32, ISBN 978-88-576-0572-2.